# Shanghai Jewish Chronicle
Shanghai Jewish Chronicle war eine deutsch-  und englischsprachige Zeitung in Shanghai von 1939 bis 1945/1948.

## Geschichte
Am 5. Mai 1939 erschien die erste Ausgabe des Shanghai Jewish Chronicle. Nachrichtenblatt für die Juden im Fernen Osten, zunächst als Wochenzeitung, seit Juni als Tageszeitung. Es wollte eine Informations- und Austauschportal für die zahlreichen jüdischen Flüchtlinge aus Europa sein, von denen viele in einem abgeschlossenen Bezirk (Shanghaier Ghetto) lebten und kaum Kontakt zur Außenwelt hatten. Ein Schwerpunkt waren Wirtschaftsnachrichten und Anzeigen, da wirtschaftliche Aktivitäten für die Exilanten eine grundlegende Voraussetzung für ihr Überleben dort waren. Außerdem wurde über Ereignisse in der Region und in der Welt, besonders in Deutschland, über innerjüdische Angelegenheiten, sowie über Kultur, Sport usw. berichtet, mit einem Fortsetzungsroman.
Der Herausgeber und Chefredakteur war Ossi Lewin, dessen Stellvertreter Fritz Friedländer,  weitere Mitarbeiter und Autoren Mark Siegelberg, Alfred Dreifuß und Manfred Rosenfeld.
Ab Dezember  1941 konnte das Shanghai Jewish Chronicle als einzige deutschsprachige Zeitung in China nach der japanischen Besetzung weiterbestehen, da es sich mit den neuen verantwortlichen Behörden arrangieren konnte. 
Im September 1945 erschien die letzte bekannte Ausgabe. Von 1946 bis 1948 gab es das Shanghai Echo als Nachfolgezeitung.
In Shanghai erschienen zwischen 1939 und 1946 etwa dreißig Emigrantenzeitungen in deutscher, jiddischer, englischer, russischer und polnischer Sprache, die meist  von jüdischen Journalisten herausgegeben wurden, darunter die Gelbe Post, das 8 Uhr Abendblatt, Das Vort, Unzer lebn/Nasha zhizn und das Juedische Nachrichtenblatt.